# الأتراك في اليابان
在日トルコ人  (يابانية)
（ざいにちトルコじん)
الأتراك في اليابان (باليابانية:在日トルコ人 ؛ بالتركية: Japonya Türkleri) هم أتراك يعيشون في اليابان. تاريخيًا، كان هذا المصطلح يشمل المهاجرين الأتراك (وخاصة تتار الفولغا) والمهاجرين من الإمبراطورية الروسية السابقة، والذين حصل معظمهم لاحقًا على الجنسية التركية.